# Stiven Barreiro
Jaine Stiven Barreiro Solís (ur. 19 czerwca 1994 w Cali) – kolumbijski piłkarz występujący na pozycji środkowego obrońcy, od 2020 roku zawodnik meksykańskiego Leónu.

## Kariera klubowa
Barreiro jest wychowankiem klubu Deportes Quindío z miasta Armenia, do którego seniorskiej drużyny został włączony jako siedemnastolatek przez szkoleniowca Fernando Castro. W Categoría Primera A zadebiutował 16 listopada 2011 w przegranym 0:3 spotkaniu z Deportivo Pereira, zaś premierowego gola w najwyższej klasie rozgrywkowej strzelił 7 kwietnia 2012 w wygranej 3:2 konfrontacji z Realem Cartagena. Podstawowym graczem Quindío został we wrześniu tego samego roku, szybko zyskując opinię jednego z bardziej utalentowanych nastoletnich graczy w lidze. Na koniec rozgrywek 2013 spadł ze swoim zespołem do drugiej ligi, lecz mimo to pozostał w ekipie i wydatnie pomógł jej w powrocie na najwyższy szczebel już po roku nieobecności. Ogółem barwy Quindío reprezentował przez pięć lat, nie odnosząc jednak poważniejszych osiągnięć, zaś w styczniu 2016 przeniósł się do czołowego klubu w kraju – Independiente Santa Fe z siedzibą w stołecznej Bogocie. Tam z kolei grał przez pół roku, również bez większych sukcesów.
Latem 2016 Barreiro za sumę pół miliona dolarów został graczem meksykańskiej drużyny Club Atlas z miasta Guadalajara. W tamtejszej Liga MX zadebiutował 16 lipca 2016 w zremisowanym 1:1 meczu z Tolucą, zaś pierwszą bramkę zdobył 6 sierpnia tego samego roku w przegranym 2:3 pojedynku z Morelią (w tym samym spotkaniu strzelił też gola samobójczego).
| Sezon     | Klub                   | Kraj     | Rozgrywki     | Mecze | Bramki |
| --------- | ---------------------- | -------- | ------------- | ----- | ------ |
| 2011      | Deportes Quindío       | Kolumbia | Liga Águila   | 1     | 0      |
| 2012      | Deportes Quindío       | Kolumbia | Liga Águila   | 13    | 1      |
| 2013      | Deportes Quindío       | Kolumbia | Liga Águila   | 30    | 1      |
| 2014      | Deportes Quindío       | Kolumbia | Torneo Águila | 38    | 1      |
| 2015      | Deportes Quindío       | Kolumbia | Liga Águila   | 27    | 2      |
| 2016      | Independiente Santa Fe | Kolumbia | Liga Águila   | 11    | 1      |
| 2016/2017 | Club Atlas             | Meksyk   | Liga MX       |       |        |

## Kariera reprezentacyjna
W kwietniu 2011 Barreiro został powołany przez szkoleniowca Ramiro Viáfarę do reprezentacji Kolumbii U-17 na Mistrzostwa Ameryki Południowej U-17. Na ekwadorskich boiskach był jednym z podstawowych graczy swojej kadry, rozgrywając sześć z dziewięciu możliwych spotkań (wszystkie z nich w wyjściowym składzie), zaś Kolumbijczycy awansowali co prawda do rundy finałowej, lecz zajęli w niej przedostatnie, piąte miejsce, nie kwalifikując się na Mistrzostwa Świata U-17 w Meksyku.
W czerwcu 2013 Barreiro znalazł się w ogłoszonym przez Carlosa Restrepo składzie reprezentacji Kolumbii U-20 na Mistrzostwa Świata U-20 w Turcji. Tam pełnił jednak wyłącznie rolę rezerwowego i ani razu nie pojawił się na boisku, zaś jego ekipa odpadła z młodzieżowego mundialu w 1/8 finału, ulegając w nim po serii rzutów karnych Korei Płd (1:1, 7:8 k).